# Sabatický rok

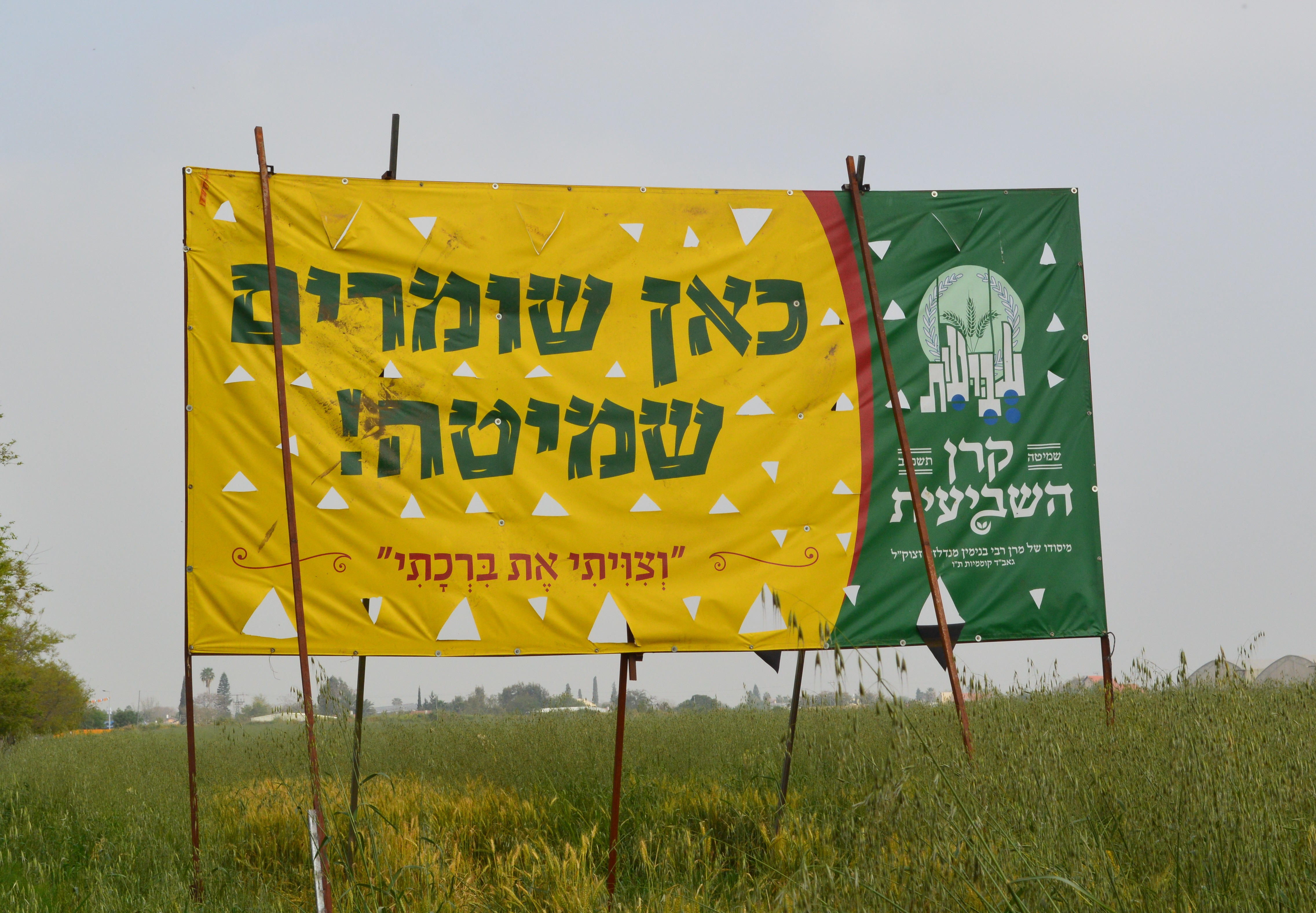
Plakát „Shmita“ na poli

Sabatický rok, nazývaný také rok odpočinutí, v judaismu shmita, je ve Starém zákoně nazýván sedmý rok, kdy půda měla odpočívat, nesměly se konat zemědělské práce.
Nesmělo se sít ani sklízet, lidé byli živi pouze z toho, co vydala sama neobdělávaná země. V tento rok byli také propouštěni otroci, pokud se sami nerozhodli zůstat ve službě u dosavadního pána. Pak ovšem musel takový otrok zůstat nevolníkem až do své smrti (Lv 21,2-6; sr. Dt 15,12-18).
Sedmého roku se rovněž odpouštěly dluhy. Rovněž byl tohoto roku slavnostně předčítán Zákon o slavnosti stánků.
Tato nařízení však nebyla vždy beze zbytku a doslovně dodržována.
Za doby makabejské byla sobota odpočinutí zachovávána velmi přísně [1Mak 6,49.53].
Adolf Novotný dokládá ve svém slovníku zvyk ze Sýrie nechávat půdu ladem sedmého roku.
Ve slovníku duchovních se slovem sabatikon někdy nazývá údobí k delší dovolené či studiu v zahraničí.